# Las Américas International Airport
Las Américas International Airport (španělsky Aeropuerto Internacional Las Américas, or AILA) (IATA: SDQ, ICAO: MDSD) je mezinárodní letiště v Punta Caucedo v Dominikánské republice, poblíž hlavního města Santo Dominga a turistické destinace Boca Chica. Letiště je provozováno soukromou dominikánskou společností Aeropuertos Dominicanos Siglo XXI (AERODOM), která na základě 25 leté koncese typu BOT (build, operate, transfer) provozuje šest letišť v Dominikánské republice. Letiště Las Américas přijímá všechny druhy dálkové, regionální i místní letecké dopravy.
Letiště je se svými 3,5 miliony odbavených zákazníků (2015) druhým nejvytíženějším v zemi, hned po Punta Cana International Airport, a jedním z největších v Karibiku. Jako nákladní hub je se 160 tisíci tun přepraveného nákladu (2019) nejvytíženějším nákladním letištěm ve Střední Americe.